# الكشافة في تونس
الكشافة في تونس بدأت الكشافة في تونس لأول مرة في 1924، بينما تأسست أول جمعية كشفية في 1933 وهي الكشاف المسلم التونسي. ثم أصبحت الكشافة التونسية هي أهم جمعية كشفية تونسية منذ 1956.

## التاريخ

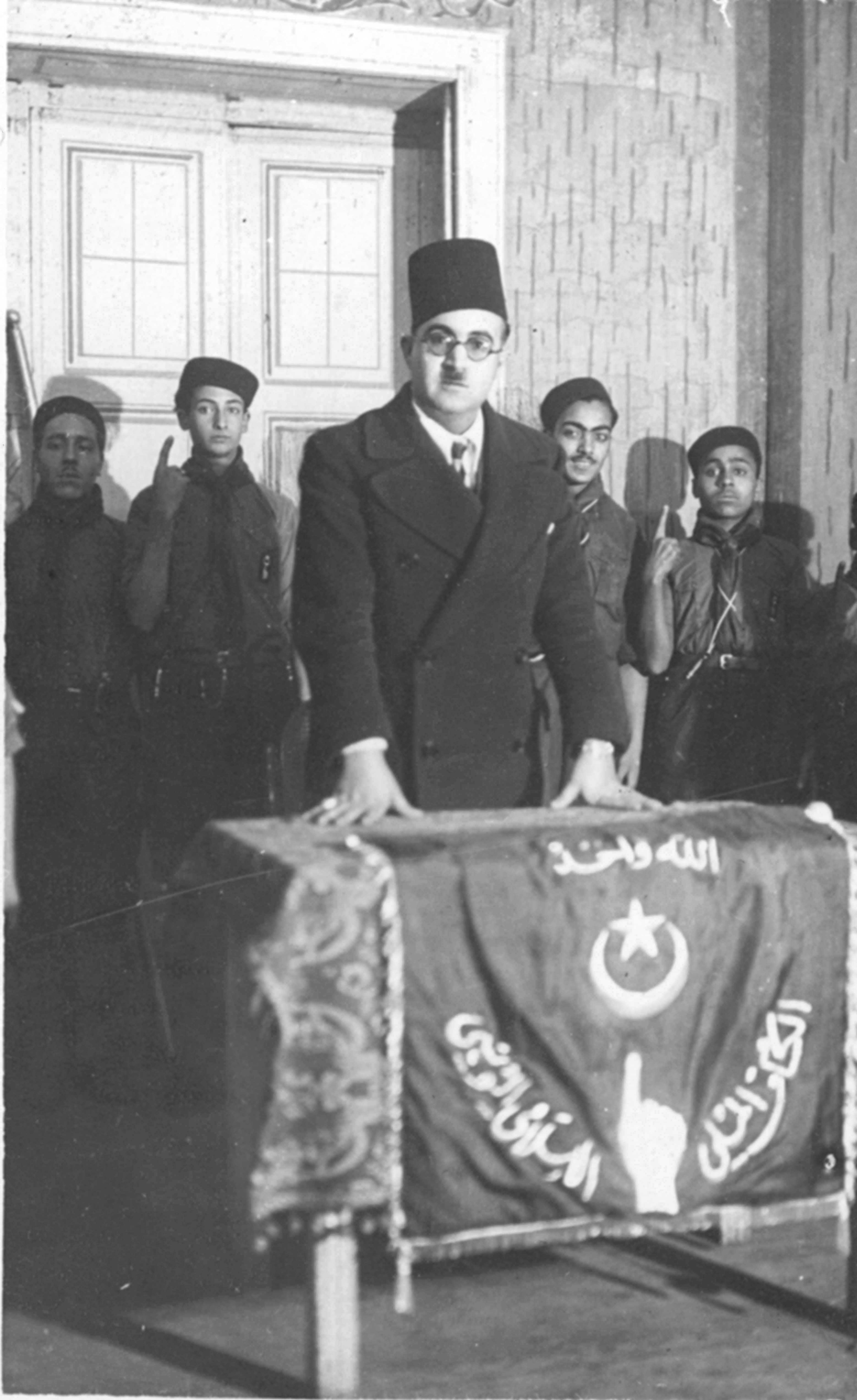
سالم الشادلي

يعود تأسيس أقدم جمعية كشفية تونسية إلى سنة 1933، وهي الكشاف المسلم التونسي، وقد وقع الاعتراف بها بتاريخ 5 مارس 1934. غير أن سنة 1936 شهدت تأسيس جمعيات كشفية تونسية أخرى: كشافة الخضراء، جمعية الهلال الكشفي، ثم في 1937 تأسس كل من الاتحاد الكشافي التونسي والكشاف الملي التونسي، جمعية النجم الكشفي، كشافة الساحل بالمنستير، كشاف الجنوب بصفاقس، ثم في سنة 1938 كشافة النصر. غير أن هذه الجمعيات كانت متفاوتة من حيث أهميتها العددية ونشاطها وإشعاعها. وقد ساهمت بعضها بفعالية في أحداث 9 أفريل 1938، فوقع إجبارها جميعا على الانضواء تحت لواء الجمعيات الكشفية الفرنسية. برزت خلال الحرب العالمية الثانية كشافة الخضراء كأهم جمعية من حيث عدد منخرطيها وقربها من المنصف باي، ولكن خلال النصف الثاني من الأربعينات هيمنت على الساحة الكشفية التونسية الجمعيات الأربع المذكورة وأهمها الكشافة الإسلامية التونسية التي أعلنت في يوليو 1947 وكانت نتيجة اندماج جمعيتين سابقتين هما الكشاف المسلم التونسي وكشاف تونس، وكان وراء ذلك القائد المنجي بالي، إلا أنه لم تمر إلا بضعة أشهر حتى عادت جمعية كشاف تونس إلى النشاط ومن أهم قادتها مصطفى النابلي الذي كان يعمل كاهية مدير إدارة الشباب ومحمد الطرابلسي.

قام الكشافون التونسيون بدور كبير في ردود الفعل على موجة الاعتقالات التي طالت الوطنيين التونسيين منذ مطلع سنة 1952، فأوقف نشاط الحركة الكشفية بتاريخ يونيو 1952. ولم يسمح لها بالنشاط من جديد إلا في أغسطس 1954.

في 1956، وبعد الاستقلال تم تأسيس الكشافة التونسية والتي مازالت تنشط إلى اليوم، وتعد الأكبر في البلاد، وفي 1957 أصبحت عضوة في المنظمة العالمية للحركة الكشفية، وكذلك عضوة في الإقليم الكشفي العربي.

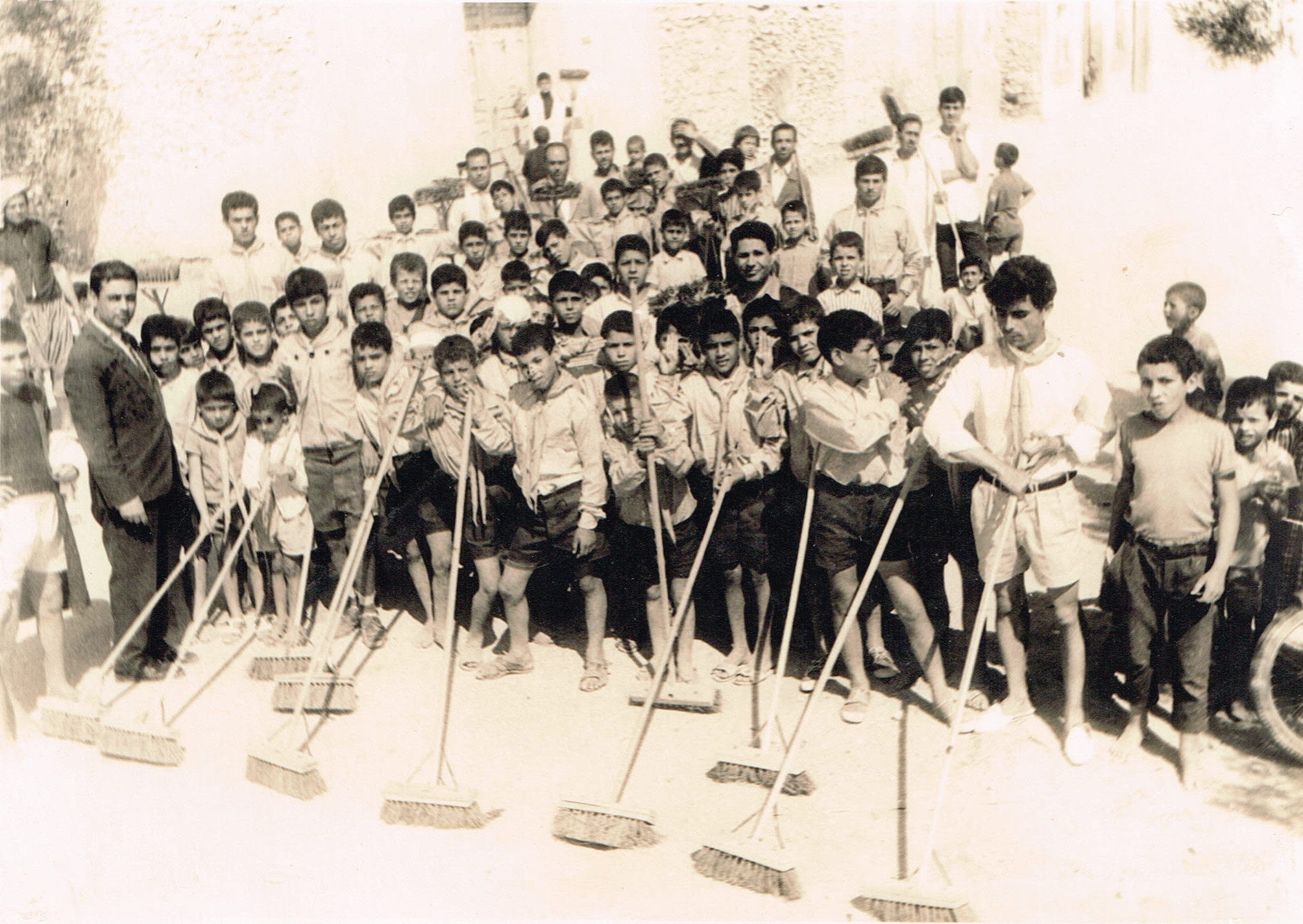
كشافة صيادة 1964

### توحيد الكشافة
في 10 و17 و24 يونيو 1956، عقدت مؤتمرات جهوية للجمعيات الكشفية التونسية لتحديد مصيرها. ثم في 1 يوليو 1956، قرر مؤتمر الوحدة الكشفية التونسية الذي انعقد بحضور ممثلي كافة الجمعيات الكشفية في البلاد، إدماج هذه المنظمات في منظمة واحدة تسمى الكشافة التونسية. بعد هذا القرار، قرر كاتب الدولة للشباب والرياضة عزوز الرباعي حل 11 منظمة كشفية تونسية ودمجها في الكشافة التونسية. 

الجمعيات المنحلة والمكونة للكشافة التونسية هي:
كشاف تونس، كشاف الرجاء، الاتحاد الكشافي الإسلامي، الكشافة الإسلامية التونسية، الهلال الكشافي التونسي، الاتحاد الكشافي الإفريقي، الاتحاد الكشافي التونسي، فرع الكشافة لجمعية المكارم، فرع الكشافة للملعب التونسي، فرع الكشافة للشبان المسلمين، الدليلات التونسيات.

## معرض صور

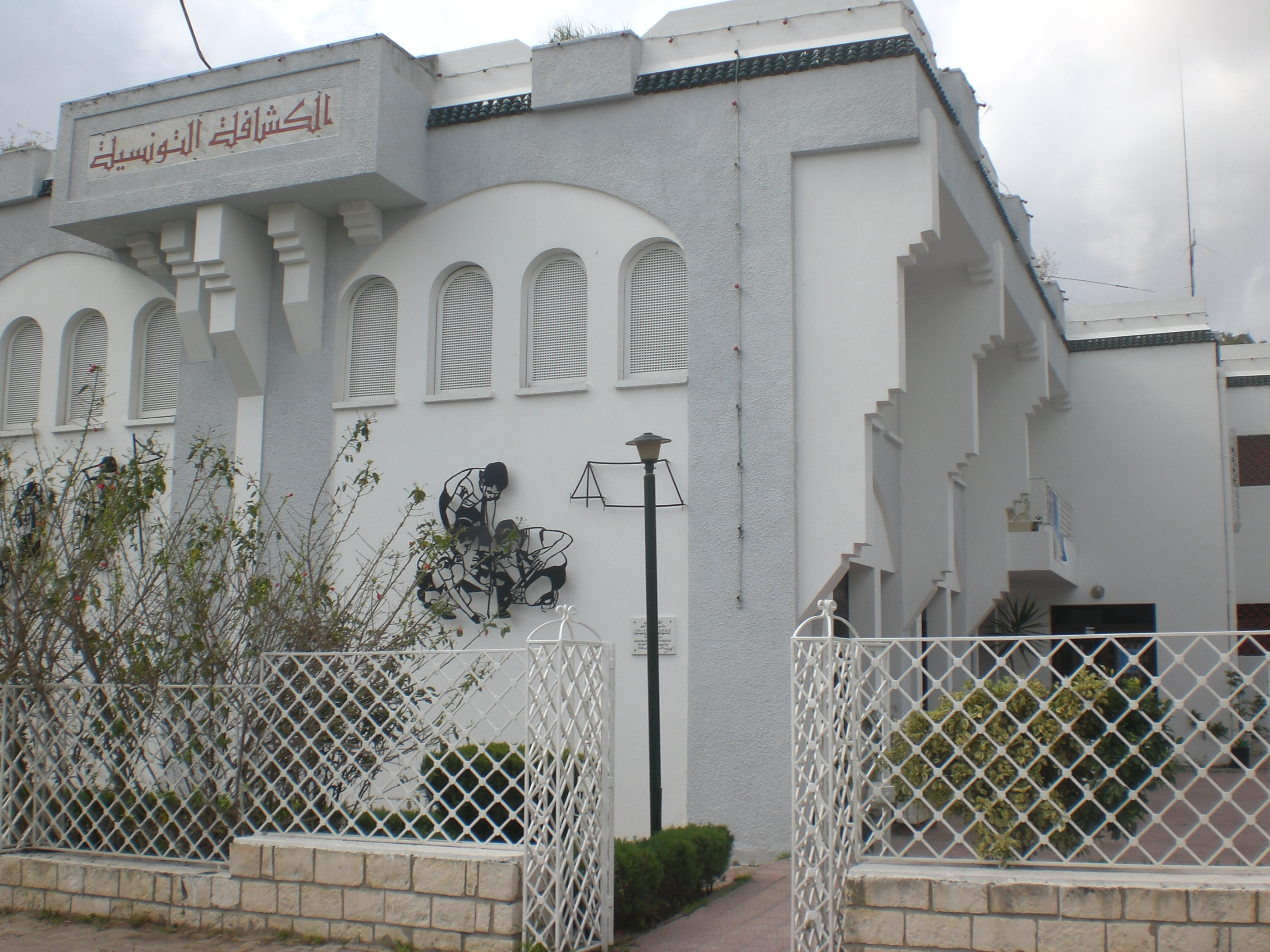
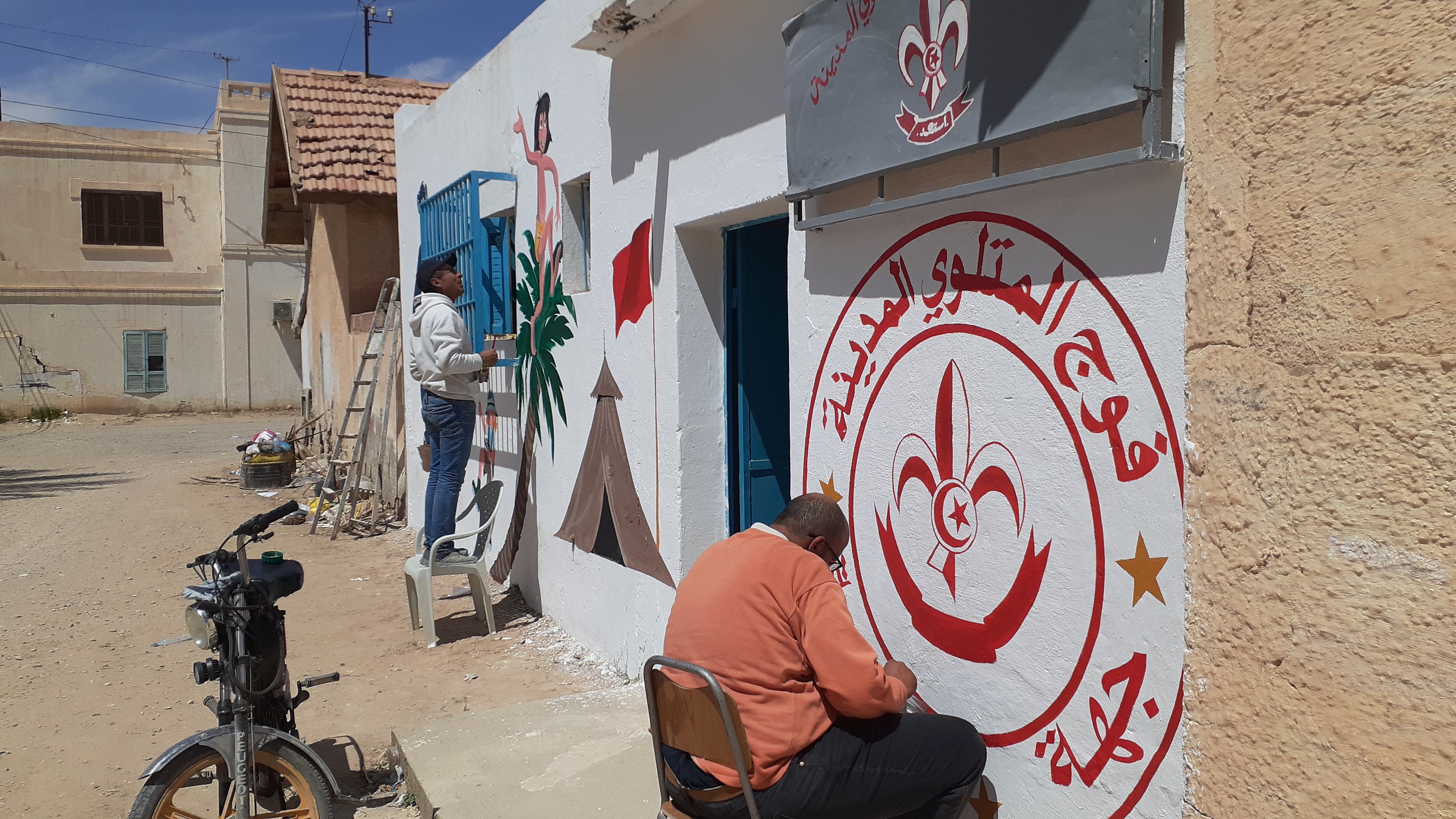
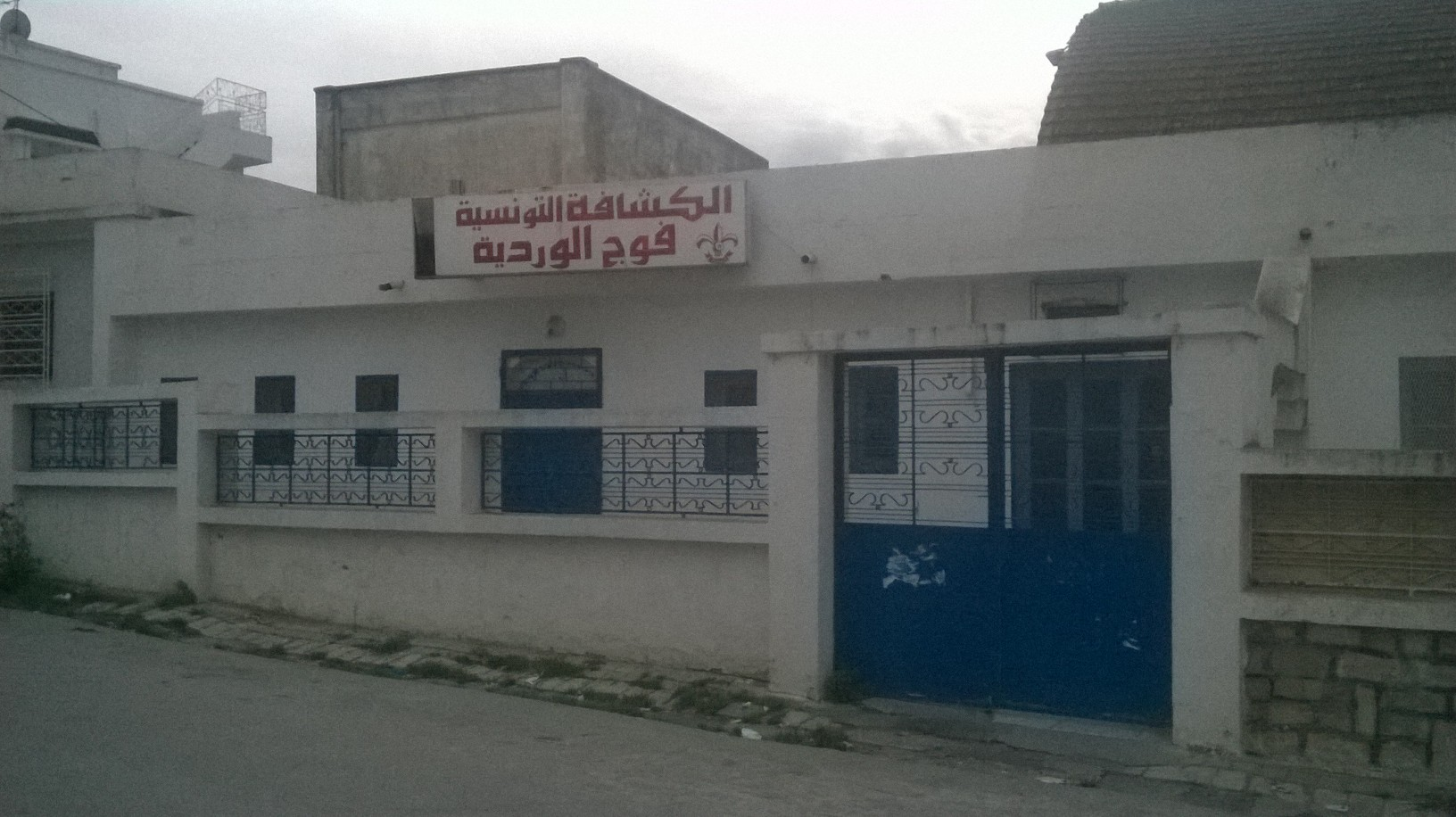
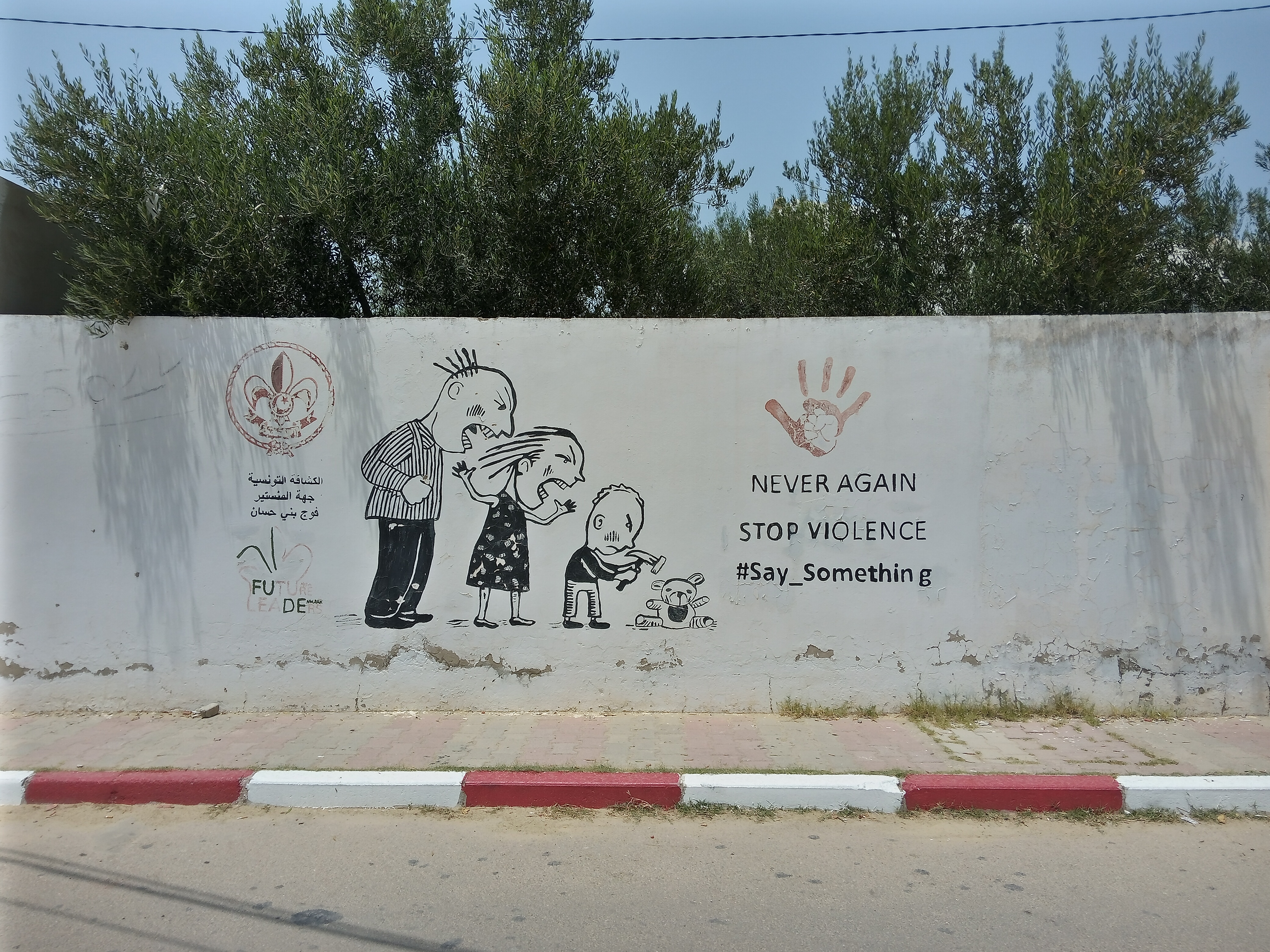
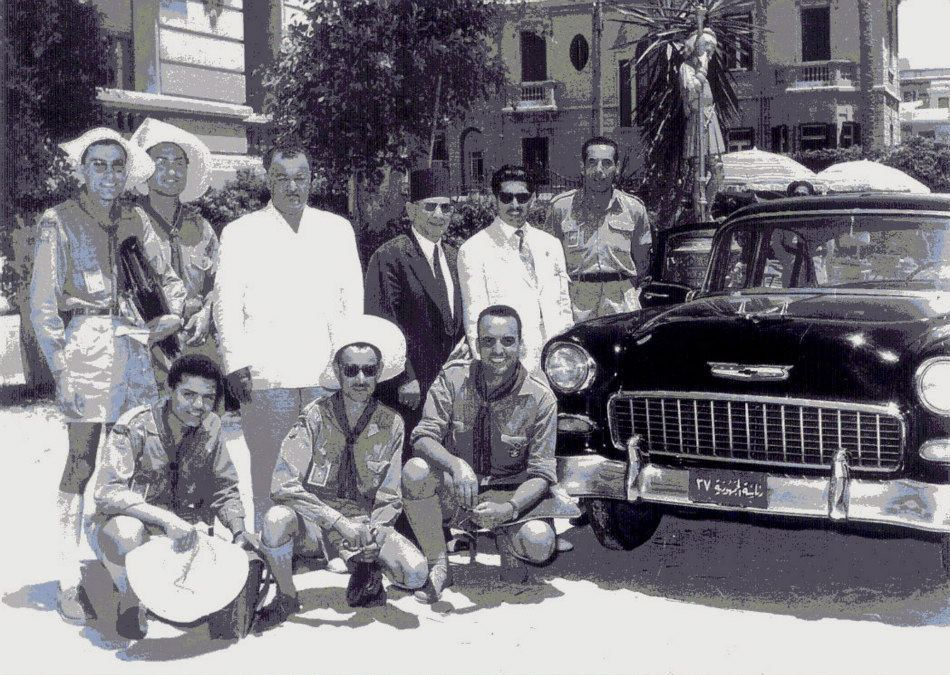
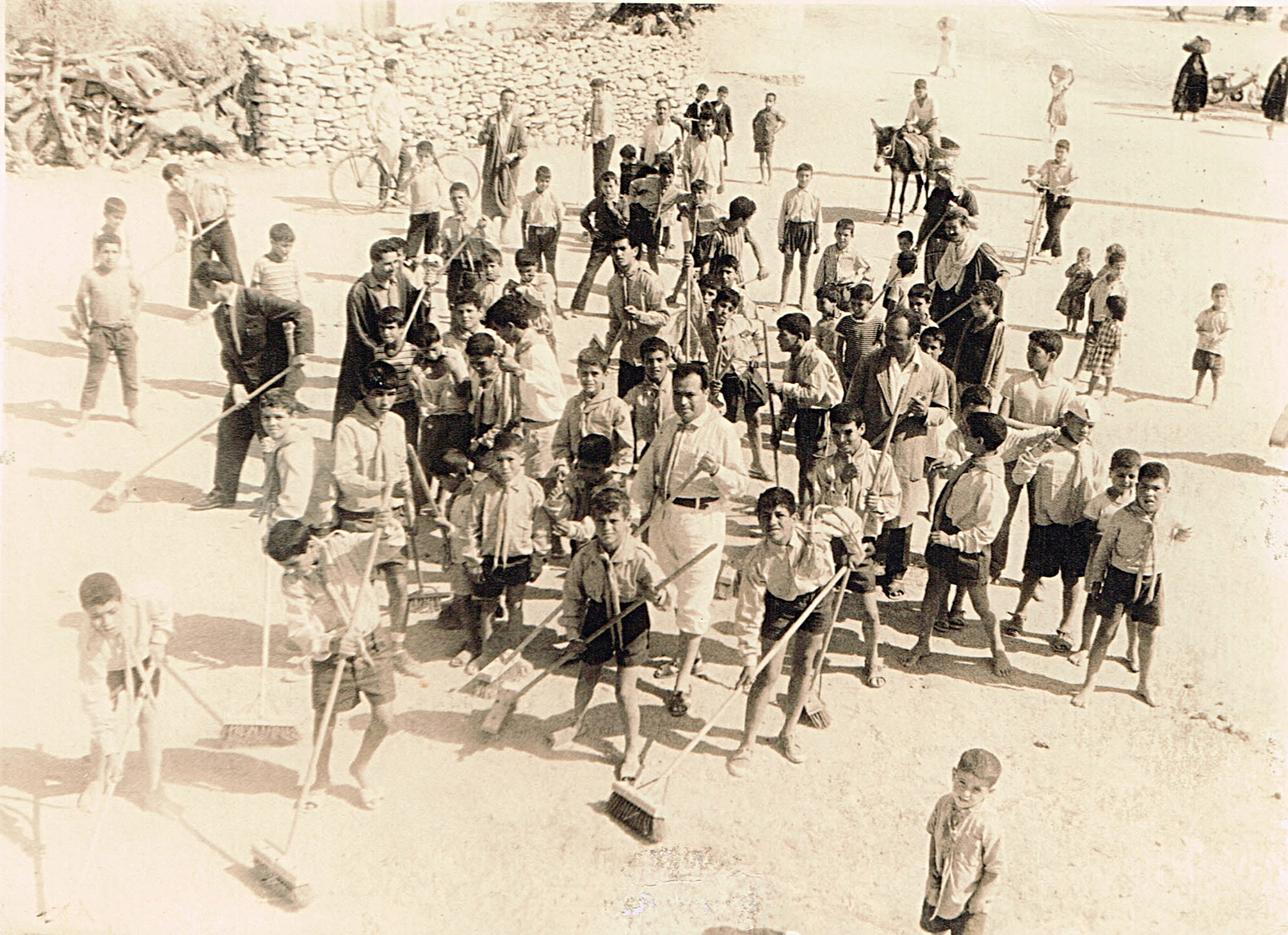
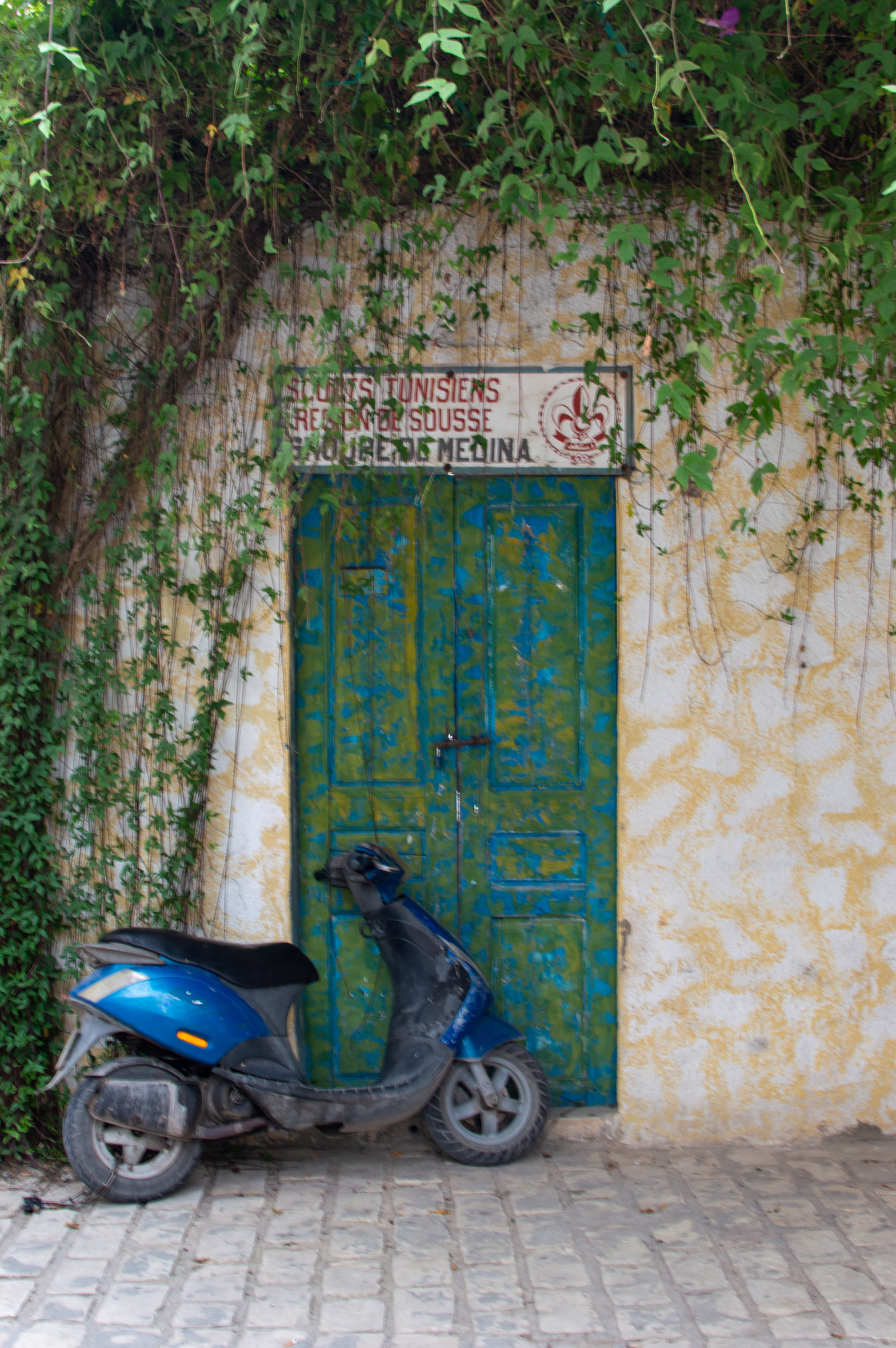

## مقالات ذات صلة
- كشافة تونسية

## وصلة خارجية
- الكشافة التونسية